# Campeonato da Europa de Atletismo de 2016 - 110 m com barreiras masculino
A prova dos 110 metros com barreiras masculino do Campeonato da Europa de Atletismo de 2016 foi disputada entre os dias 8 e 9 de julho de 2016 no Estádio Olímpico de Amsterdã em Amesterdão,  nos Países Baixos. 

## Recordes
Antes desta competição, os recordes mundiais e do campeonato nesta prova eram os seguintes:
|                       | Nome          | Nacionalidade  | Tempo | Local     | Data                  |
| --------------------- | ------------- | -------------- | ----- | --------- | --------------------- |
| Recorde mundial       | Aries Merritt | Estados Unidos | 12s80 | Bruxelas  | 7 de setembro de 2012 |
| Recorde do campeonato | Colin Jackson | Reino Unido    | 13s02 | Budapeste | 22 de agosto de 1998  |
| Recorde europeu       | Colin Jackson | Reino Unido    | 12s91 | Estugarda | 20 de agosto de 1993  |

## Medalhistas
| Ouro                 | Prata             | Bronze                |
| Dimitri Bascou (FRA) | Balázs Baji (HUN) | Wilhem Belocian (FRA) |

## Cronograma
Todos os horários são locais (UTC+2).
| Data       | Hora  | Evento    |
| ---------- | ----- | --------- |
| 8 de julho | 12:55 | Bateria   |
| 9 de julho | 19:15 | Semifinal |
| 9 de julho | 21:30 | Final     |

## Resultados

### Bateria
Qualificação: 3 atletas de cada bateria (Q) mais os 4 melhores qualificados (q).
Vento:
Bateria 1: +0.3 m/s, Bateria 2: -0.5 m/s, Bateria 3: 0.0 m/s 
| Posição | Bateria | Raia | Atleta             | Nacionalidade | Tempo | Notas |
| ------- | ------- | ---- | ------------------ | ------------- | ----- | ----- |
| 1       | 1       | 3    | Milan Trajkovic    | Chipre        | 13.39 | Q,    |
| 2       | 1       | 6    | Yidiel Contreras   | Espanha       | 13.46 | Q, =  |
| 3       | 3       | 5    | David King         | Grã-Bretanha  | 13.55 | Q     |
| 4       | 2       | 8    | Emanuele Abate     | Itália        | 13.63 | Q,    |
| 5       | 1       | 8    | Andreas Martinsen  | Dinamarca     | 13.65 | Q,    |
| 6       | 3       | 3    | Lorenzo Perini     | Itália        | 13.68 | Q     |
| 7       | 1       | 2    | Hassane Fofana     | Itália        | 13.71 | q     |
| 8       | 1       | 7    | Elmo Lakka         | Finlândia     | 13.72 | q,    |
| 9       | 1       | 5    | Serhiy Kopanayko   | Ucrânia       | 13.74 | q,    |
| 10      | 2       | 4    | Matthias Bühler    | Alemanha      | 13.75 | Q     |
| 11      | 2       | 5    | Javier Colomo      | Espanha       | 13.76 | Q     |
| 11      | 2       | 7    | Vladimir Vukicevic | Noruega       | 13.76 | q     |
| 11      | 3       | 6    | Valdó Szűcs        | Hungria       | 13.76 | Q     |
| 14      | 1       | 4    | Ben Reynolds       | Irlanda       | 13.87 |       |
| 14      | 2       | 3    | Dominik Bochenek   | Polónia       | 13.87 |       |
| 16      | 3       | 4    | Gregory Sedoc      | Países Baixos | 13.92 |       |
| 17      | 3       | 7    | Brahian Pena       | Suíça         | 13.98 |       |
| 18      | 2       | 2    | Tobias Furer       | Suíça         | 14.08 |       |
| 19      | 3       | 2    | Gerard Porras      | Espanha       | 14.11 |       |
| 20      | 2       | 6    | Artem Shamatryn    | Ucrânia       | 14.47 |       |

### Semifinal
Qualificação: 2 atletas de cada bateria  (Q) mais os  2 melhores qualificados (q). 
Vento:
Bateria 1: -0.6 m/s, Bateria 2: -1.8 m/s, Bateria 3: -0.5 m/s 
| Posição | Bateria | Raia | Atleta                  | Nacionalidade | Tempo | Notas                |
| ------- | ------- | ---- | ----------------------- | ------------- | ----- | -------------------- |
| 1       | 3       | 6    | Dimitri Bascou*         | França        | 13.20 | Q,                   |
| 2       | 2       | 7    | Wilhem Belocian*        | França        | 13.28 | Q, =                 |
| 3       | 2       | 6    | Balázs Baji*            | Hungria       | 13.29 | Q, =                 |
| 4       | 1       | 7    | Andy Pozzi*             | Grã-Bretanha  | 13.31 | Q, =                 |
| 5       | 2       | 5    | Damian Czykier*         | Polónia       | 13.32 | q,                   |
| 6       | 1       | 4    | Aurel Manga*            | França        | 13.36 | Q                    |
| 7       | 1       | 5    | Milan Trajkovic         | Chipre        | 13.40 | q                    |
| 8       | 1       | 6    | Milan Ristić*           | Sérvia        | 13.45 |                      |
| 9       | 3       | 8    | Yidiel Contreras        | Espanha       | 13.47 | Q                    |
| 10      | 3       | 5    | Lawrence Clarke*        | Grã-Bretanha  | 13.47 |                      |
| 11      | 3       | 4    | Konstadinos Douvalidis* | Grécia        | 13.50 |                      |
| 12      | 3       | 9    | Hassane Fofana          | Itália        | 13.52 | Recorde pessoal      |
| 13      | 2       | 3    | Emanuele Abate          | Itália        | 13.54 | Recorde da temporada |
| 14      | 2       | 9    | Vladimir Vukicevic      | Noruega       | 13.54 | Recorde nacional     |
| 15      | 2       | 8    | David King              | Grã-Bretanha  | 13.54 | =                    |
| 16      | 2       | 4    | Alexander John*         | Alemanha      | 13.60 |                      |
| 17      | 1       | 9    | Matthias Bühler         | Alemanha      | 13.65 |                      |
| 18      | 3       | 7    | Gregor Traber*          | Alemanha      | 13.66 |                      |
| 19      | 1       | 3    | Valdó Szűcs             | Hungria       | 13.76 |                      |
| 20      | 1       | 2    | Lorenzo Perini          | Itália        | 13.79 |                      |
| 21      | 2       | 2    | Elmo Lakka              | Finlândia     | 13.87 |                      |
| 22      | 1       | 8    | Javier Colomo           | Espanha       | 13.88 |                      |
| 23      | 3       | 2    | Andreas Martinsen       | Dinamarca     | 13.89 |                      |
| 24      | 3       | 3    | Serhiy Kopanayko        | Ucrânia       | 13.97 |                      |

*Atletas que entraram direto nas  semifinais

### Final
Vento: 0.0 m/s 
| Posição           | Raia | Atleta           | Nacionalidade | Tempo | Notas            |
| ----------------- | ---- | ---------------- | ------------- | ----- | ---------------- |
| Medalha de ouro   | 7    | Dimitri Bascou   | França        | 13.25 |                  |
| Medalha de prata  | 5    | Balázs Baji      | Hungria       | 13.28 | Recorde nacional |
| Medalha de bronze | 4    | Wilhem Belocian  | França        | 13.33 |                  |
| 4                 | 2    | Damian Czykier   | Polónia       | 13.40 |                  |
| 5                 | 3    | Milan Trajkovic  | Chipre        | 13.44 |                  |
| 6                 | 8    | Aurel Manga      | França        | 13.47 |                  |
| 7                 | 9    | Yidiel Contreras | Espanha       | 13.54 |                  |
| 8                 | 6    | Andy Pozzi       | Grã-Bretanha  | DNS   |                  |

Legenda
| Recorde mundial       | Recorde mundial (World record)               |                       | Recorde africano                      | Recorde africano (African) |                                           | Q | Classificado por posição (Qualified) |
| Recorde do campeonato | Recorde do campeonato (Championship record)  | Recorde da América    | Recorde da América (Americas)         | q                          | Classificado por melhor tempo (Qualified) |   |                                      |
| Melhor marca do ano   | Melhor marca do ano (World leading)          | Recorde asiático      | Recorde asiático (Asian)              | DNS                        | Não largou (Did not start)                |   |                                      |
| Recorde nacional      | Recorde nacional (National record)           | Recorde europeu       | Recorde europeu (European)            | DNF                        | Não terminou (Did not finish)             |   |                                      |
| Recorde pessoal       | Recorde pessoal do atleta (Personal best)    | Recorde da Oceania    | Recorde da Oceania (Oceania)          | DSQ / DQ                   | Desclassificado (Disqualified)            |   |                                      |
| Recorde da temporada  | Recorde da temporada do atleta (Season best) | Recorde sul-americano | Recorde sul-americano (South America) | NM                         | Sem marca (No mark)                       |   |                                      |